# Achille De Zigno
Achille De Zigno (Padova, 14 gennaio 1813 – Padova, 15 gennaio 1892) è stato un botanico, geologo e paleontologo italiano.

## Biografia

### La vita pubblica
Di famiglia agiata, Achille De Zigno non seguì alcun percorso scolastico e universitario, ma venne educato da tutori privati. Compì numerosi e prolungati viaggi all'estero, che gli permisero di vantare un'approfondita conoscenza delle principali lingue straniere. Fin da giovanissimo si appassionò alle scienze naturali, agevolato da incontri e confronti con alcuni esponenti del panorama scientifico veneto, fra i quali Tomaso Antonio Catullo, del quale poi, però, avrebbe criticato in modo fondato le identificazioni di fossili.
Rivestì importanti incarichi diplomatici e politico-amministrativi - fu podestà di Padova per un decennio (1846-1856), per poi essere eletto deputato della Congregazione Centrale, quindi sedere al Consiglio dell'Impero austriaco, in rappresentanza delle province venete, dal 1860 al 1866 e, infine, sindaco di Vigodarzere dal 1872 al 1885 - a seguito dei quali fu insignito del titolo di barone dell'Impero austriaco (1857) e di numerose onorificenze, quali i cavalierati della Corona ferrea e, dopo l'annessione al Regno d'Italia, del Merito civile di Savoia.
Socio dell'Accademia dei Lincei, dell'Accademia Nazionale delle Scienze e dell'Accademia delle Scienze di Torino, il barone De Zigno fu presidente dell'Accademia Galileiana nel 1871, dell'Istituto veneto di scienze, lettere ed arti nel biennio 1876-78 e della Società Geologica Italiana nel 1885.

### L'attività scientifica
Si occupò, inizialmente, di botanica, studiando in particolare le piante crittogamiche e le alghe. Il suo intento era quello di confutare le tesi, allora ancora invalse, sulla generazione spontanea del naturalista francese Jean Baptiste Bory de Saint-Vincent. Tuttavia, a causa di una diminuzione della vista, spostò presto i propri interessi nel campo della geologia, con particolare riferimento alla stratigrafia del Veneto, per procedere a datazioni fissate in base allo studio comparato dei fossili. Verso la metà del XIX secolo, invece, si occupò di paleontologia, disciplina che gli permise di riprendere lo studio della botanica. Non è un caso che la Flora fossilis formationis oolithicae, la sua principale opera, pubblicata in fascicoli e poi raggruppata in due volumi (il primo si occupava delle specie di cotiledoni, mentre il secondo era riservato alle monocotiledoni), rappresentasse di fatto un manuale di paleobotanica.
Il suo Catalogo ragionato (1874) dei fossili del calcare eocenico provenienti dai monti Bolca e Postale (1874), dove prelevò numeroso materiale fossile di vertebrati e pesci, si appalesava come lo studio più autorevole sul tema. Tali reperti impreziosirono, peraltro, le sue collezioni di fossili oolitici. Queste, alla morte di De Zigno, furono acquistate, unitamente alla sua biblioteca, da Giovanni Omboni, il quale ne compilò i relativi cataloghi, censendo 10818 pezzi, e le donò all'Università di Padova, dove tuttora permangono.

## Opere principali

### Volumi
- Introduzione allo studio della geologia, Tip. A. Sicca, Padova, 1843.
- Sulle ossa fossili di rinoceronte trovate in Italia, s.e., Padova, 1855.
- Flora Fossilis - Formationis Oolithicae - Le piante fossili dell'oolite, vol I (1856-1868) e vol. II (1873-1885), ed. Seminario, Padova.
- Dichopteris: genus novum filicum fossilium, Antonelli, Venezia, 1865.
- Catalogo ragionato dei pesci fossili del calcare eoceno di M. Bolca e M. Postale, Grimaedo, Venezia, 1874.

### Memorie
- Sopra alcuni corpi organici che si osservano nelle infusioni, Sicca, Padova, 1839 (online).
- Sulla giacitura dei terreni di sedimento del Trivigiano, Sicca, Padova, 1841 (online).
- Guida di Padova e della sua provincia, in Per il Congresso degli Scienziati Italiani, ed. 1842.
- Sul terreno cretaceo dell'Italia settentrionale, Sicca, Padova, 1846 (online).
- Intorno ai cenni del professore Tomaso Antonio Catullo sopra il sistema cretaceo delle Alpi venete, Sicca, Padova, 1846.
- Coup d'oeil sur les Terrains stratifies des Alpes Venitiennes, Braumuller, Wien, 1850.
- Sui terreni jurassici delle Alpi venete, e sulla flora fossile che li distingue, Sicca, Padova, 1852.
- Della geologia e sui progressi, prima del sec. XIX. Memorie, Sicca, Padova, 1853.
- Prospetto dei terreni sedimentari del Veneto, Antonelli, Venezia, 1858.
- Sulla costituzione geologica dei monti Euganei, Randi, Padova, 1861.
- Sulle piante fossili del trias di Recoaro, Antonelli, Venezia, 1862.
- Sull'uredinea che in quest'anno invase il frumento in più luoghi delle provincie venete, Antonelli, Venezia, 1862.
- Sopra i depositi di piante fossili dell'America Settentrionale, delle Indie, e dell'Australia, che alcuni autori riferirono all'epoca Oolitica, Randi, Padova, 1863.
- Osservazioni sulle felci fossili dell'oolite ed enumerazione delle specie finora rinvenute, Randi, Padova, 1865.
- Di una nuova specie di Folidoforo, in «Atti dell'Istituto di Scienze lettere ed arti», s. III, vol. XI, Antonelli, Venezia, 1866.
- Intorno ai resti di Mastodonte trovati nel Veneto, Randi, Padova, 1870.
- Sulle piante monocotiledoni e dicotiledoni dellepoca giurese, Randi, Padova, 1872.
- Sirenii fossili trovati nel Veneto, s.e., Venezia, 1875.
- Sulla distribuzione geologica e geografica delle conifere fossili, Randi, Padova, 1878.
- Sopra un nuovo sirenio fossile scoperto nelle colline di Bra in Piemonte, Salviucci, Roma, 1878.
- Sopra un cranio di coccodrillo scoperto nel terreno eoceno del veronese, Salviucci, Roma, 1880.
- Sui vertebrati fossili dei terreni mesozoici delle Alpi Venete, s.e., Padova, 1883.
- Sopra uno scheletro fossile di Myliobates esistente nel Museo Gazola in Verona, Antonelli, Venezia, 1885.
- Sur une nouvelle espèce fossile de myliobates (extrait du Congrès Géologique International), Berlin, 1885.
- Quelques observation sur les Siréniens fossiles, ed. Sos. Geologique, 1887, pp. 728-732.
- Biografia di Bartolomeo Gastaldi, in «Memorie della Società Italiana delle Scienze detta dei XL», s. III, vol. VI, 1887.
- Antracoterio di Monteviale, Antonelli, Venezia, 1888.
- Nuove aggiunte alla ittiofauna dell'epoca eocena, Antonelli, Venezia, 1888.
- Cheloni scoperti nei territori cenozoici delle Prealpi Venete, Antonelli, Venezia, 1889.
- Comunicazione sopra ossa fossili di uccelli, Regia Accademia di Scienze Lettere ed Arti, Padova, 1894

| Zigno è l'abbreviazione standard utilizzata per le piante descritte da Achille De Zigno. Consulta l'elenco delle piante assegnate a questo autore dall'IPNI. |